# Péter Ács
Péter Ács (Eger, 10 maggio 1981) è uno scacchista ungherese.
Diventò Grande maestro nel 1998, all'età di 17 anni.
Ottenne il suo maggiore successo vincendo nel 2001 ad Atene il Campionato del mondo juniores (under 20).
Ha rappresentato l'Ungheria alle olimpiadi degli scacchi di Bled 2002 e di Calvià 2004, ottenendo il 71,1 % dei punti. Ha vinto la medaglia d'argento di squadra alle olimpiadi di Bled 2002.
Nel 2004 ha partecipato al Campionato del mondo FIDE di Tripoli, giocato con il sistema dell'eliminazione diretta. Superò il primo turno battendo Predrag Nikolić, ma nel secondo fu eliminato da Sergey Movsesyan.
Altri risultati:
- 1992: vince il Campionato europeo giovanile U12 di Rimavská Sobota;
- 1997: vince il torneo First Saturday di Budapest (ripetuto nel 1998);
- 1999: vince l'open Budapest Agro;
- 2002: vince il torneo Essent di Hoogeveen, davanti a Aleksandr Chalifman, Judit Polgár e Loek van Wely;
- 2007: pari primo con Pentala Harikrishna nel "Gyorgy Marx Memorial" di Paks;

Ha raggiunto il rating FIDE più alto in gennaio 2003, con 2623 punti Elo.